# Jeremy Powers

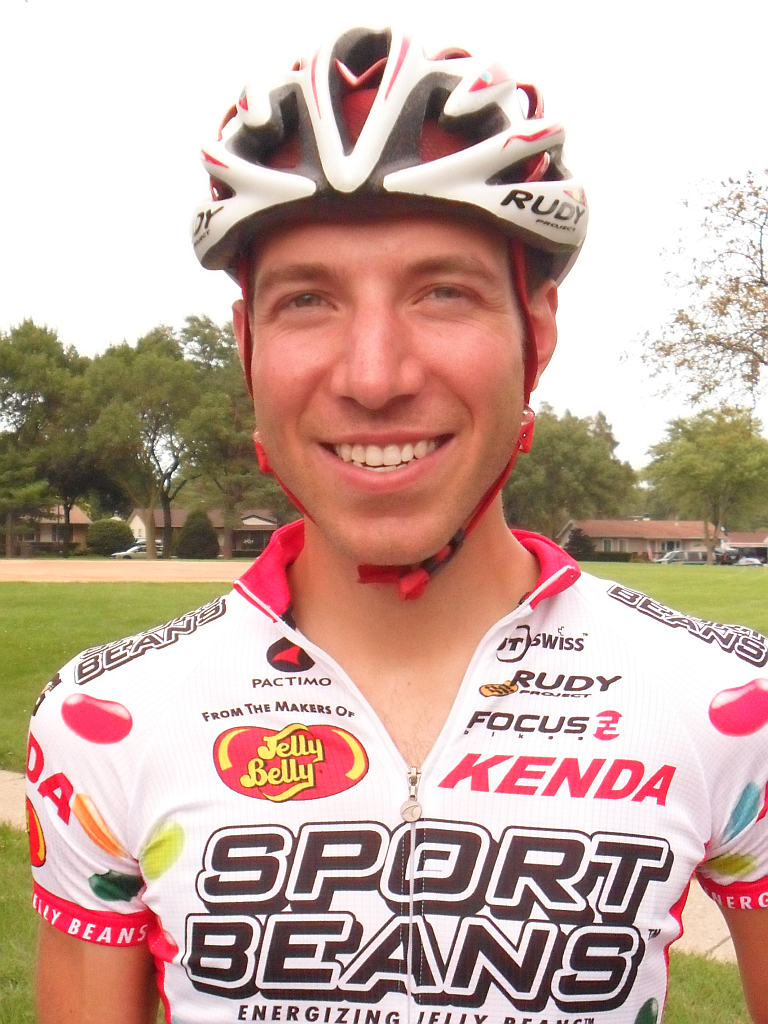
Jeremy Powers bei der Tour du Elk Grove 2011

Jeremy Powers (* 29. Juni 1983) ist ein US-amerikanischer Radrennfahrer.
Seine wichtigsten Erfolge erzielte Powers im Cyclocross. Er wurde 2015 panamerikanischer Meister und in den Jahren 2012, 2014, 2015 und 2016 nationaler Titelträger. Außerdem gewann er zahlreiche Rennen des internationalen Kalenders.
Auf der Straße fuhr Powers von 2003 bis 2013 für das bei der Union Cycliste Internationale registrierte Radsportteam Jelly Belly, ohne besondere Ergebnisse zu erzielen.

## Erfolge
2006/2007
- Lower Allen Classic, Camp Hill

2007/2008
- Grand Prix of Gloucester 1, Gloucester
- Wissahickon Cross, Philadelphia
- USGP of Cyclocross – Derby City Cup, Louisville
- Baystate Cyclocross, Sterling
- Verge NECCS #7, NBX GP, Rhode Island

2008/2009
- FSA Star Crossed, Redmond
- The Cyclo-Stampede, Burlington
- Java Johnny's Cross, Middletown

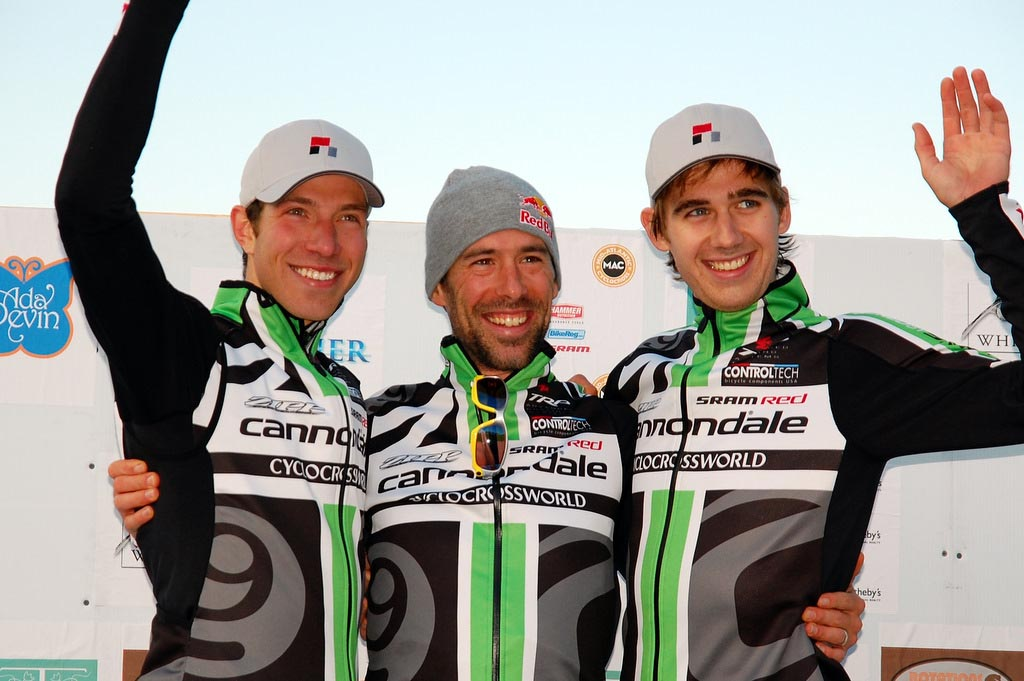
Jeremy Powers (links) mit Tim Johnson und James Driscoll vom Cannondale/Cyclocrossworld.com-Team (2009)

- Bio Wheels/United Dairy Farmers UCI Harbin Park, Cincinnati
- Wissahickon Cross, Philadelphia
- Centennial Park Cross 1, Etobicoke

2009/2010
- USGP of Cyclocross Planet Bike Cup 1, Sun Prairie
- Darkhorse Cyclo-Stampede International Cyclocross, Covington
- Lionhearts International Cyclocross, Middletown
- Harbin Park International, Cincinnati
- Toronto International Cyclo-Cross 2, Toronto
- The Cycle-Smart International 1, Northampton
- Baystate Cyclocross 1, Sterling
- Baystate Cyclocross 2, Sterling
- USGP of Cyclocross – Portland Cup 2, Portland

2010/2011
- USGP of Cyclocross Planet Bike Cup 1, Sun Prairie
- Grand Prix of Gloucester 1, Gloucester
- Lionhearts International Cyclocross, Middletown
- Harbin Park International, Cincinnati
- USGP of Cyclocross – Derby City Cup 2, Louisville
- Boulder Cup C2 Cyclocross, Boulder
- Baystate Cyclocross 1, Sterling
- Baystate Cyclocross 2, Sterling
- USGP of Cyclocross – Portland Cup 1, Portland
- USGP of Cyclocross – Portland Cup 2, Portland

2011/2012
- Nittany Lion Cross, Breinigsville
- Cross after Dark – Gateway Cross Cup, St. Louis
- NEPCX – Grand Prix of Gloucester 2, Gloucester
- USGP of Cyclocross New Belgium Cup 2, Fort Collins
- Darkhorse Cyclo-Stampede, Covington
- Harbin Park International, Cincinnati
- USGP of Cyclocross – Derby City Cup 1, Louisville
- USGP of Cyclocross – Derby City Cup 2, Louisville
- USGP of Cyclocross – Deschutes Brewery Cup 1, Bend
- USGP of Cyclocross – Deschutes Brewery Cup 2, Bend
- US-amerikanischer Meister

2012/2013
- Nittany Lion Cross 1, Breinigsville
- CrossVegas – Cross after Dark, Las Vegas
- USGP of Cyclocross Planet Bike Cup 1, Sun Prairie
- NEPCX – Grand Prix of Gloucester 1, Gloucester
- NEPCX – Providence Cyclocross Festival 1, Providence
- USGP of Cyclocross Smartwool Cup 1, Fort Collins
- USGP of Cyclocross Smartwool Cup 2, Fort Collins
- The Cycle-Smart International 1, Northampton
- The Cycle-Smart International 2, Northampton
- USGP of Cyclocross – Derby City Cup 1, Louisville
- USGP of Cyclocross – Derby City Cup 2, Louisville
- Baystate Cyclocross – NECX 2, Sterling
- Chicago Cyclocross Cup New Year's Resolution 1, Bloomingdale

2013/2014
- StarCrossed, Redmond
- Trek Cyclocross Collective Cup 1
- NEPCX – Grand Prix of Gloucester 1, Gloucester
- NEPCX – Grand Prix of Gloucester 2, Gloucester
- Providence Cyclocross Festival 1, Providence
- Boulder Cup, Boulder
- MudFund – Derby City Cup 2, Louisville
- Jingle Cross Rock – Rock 1, Iowa City
- Jingle Cross Rock – Rock 2, Iowa City
- Baystate Cyclocross – NECX 1, Sterling
- North Carolina Grand Prix – Race 1
- North Carolina Grand Prix – Race 2
- US-amerikanischer Meister

2014/2015
- US Open of Cyclocross, Boulder
- Boulder Cup, Boulder
- CXC Cup 1
- CXC Cup 2
- Grand Prix of Gloucester 1, Gloucester
- Grand Prix of Gloucester 2, Gloucester
- Providence Cyclocross Festival 1, Providence
- Ellison Park Cyclocross Festival 1, Rochester
- Cyclocross after Dark, Mason
- Jingle Cross 2, Iowa City
- US-amerikanischer Meister

2015/2016
- Rochester #1
- Gloucester (Massachusetts)
- Gloucester (Gloucestershire)
- Providence
- Waterloo (Wisconsin)
- Mason
- Pan-amerikanische Meisterschaft
- Iowa City
- US-amerikanischer Meister

2016/2017
- Rochester #1
- Rochester #2

2017/2018
- Warwick

## Teams
- 2004 Jelly Belly-Aramark
- 2005 Jelly Belly-Pool Gel
- 2006 Jelly Belly
- 2007 Jelly Belly
- 2008 Jelly Belly
- 2009 Jelly Belly
- 2010 Jelly Belly-Kenda
- 2011 Jelly Belly Cycling
- 2012 Jelly Belly Cycling
- 2013 Jelly Belly-Kenda